# Earlandiidae
Earlandiidae es una familia de foraminíferos bentónicos de la superfamilia Earlandioidea, del suborden Fusulinina y del orden Fusulinida. Su rango cronoestratigráfico abarca desde el Ludloviense (Silúrico superior) hasta el Pérmico superior.

## Discusión
Algunas clasificaciones más recientes incluyen Earlandiidae en el suborden Earlandiina, del orden Earlandiida, de la subclase Afusulinana y de la clase Fusulinata.

## Clasificación
Earlandiidae incluye a los siguientes géneros:
- Aeolisaccus †
- Earlandia †
- Gigasbia †

Otros géneros considerados en Earlandiidae son:
- Grozdilovella †
- Magnitella †, de posición taxonómica incierta
- Oldella †, aceptado como Earlandia
- Quasiearlandia †, considerado subgénero de Earlandia, Earlandia (Quasiearlandia), y aceptado como Earlandia